# Деменёво (Чернушинский район)
Деменёво — село в Чернушинском районе Пермского края. Административный центр Деменёвского сельского поселения.
Село находится примерно в 27 км к северу от центра города Чернушки на реке Быстрый Танып.

## История
Впервые упоминается в письменных источниках в 1869 году, статус села с 1910 года.

## Население
Численность населения составляла: 631 человек (1904 год), 706 человек (1926 год).
В 2005 году численность населения составляла 886 человек.
По результатам переписи 2010 года численность населения составила 769 человек, в том числе 396 мужчин и 373 женщины.